# Cristianismo en el siglo XIX
Característicos del cristianismo del siglo XIX fueron el evangélico en algunos países mayoritariamente protestantes y, más tarde, los efectos de la crítica bíblica moderna en las iglesias. El teología liberal o modernista fue una de sus consecuencias. En Europa, la Iglesia católica se opuso firmemente al liberalismo y a las guerras culturales iniciadas en Alemania, Italia, Bélgica y Francia. Hizo hincapié en la piedad personal. En Europa se produjo un alejamiento general de la observancia religiosa y la creencia en las enseñanzas cristianas y un movimiento hacia el secularismo. En el protestantismo, eran frecuentes los renacimientos pietistas.

## El modernismo en la teología cristiana
A medida que las implicaciones más radicales de las influencias científicas y culturales de la Ilustración comenzaron a sentirse en las iglesias protestantes, especialmente en el siglo XIX, el cristianismo liberal, ejemplificado especialmente por numerosos teólogos en Alemania en el siglo XIX, trató de acercar a las iglesias a la amplia revolución que representaba el  modernismo. De este modo, se desarrollaron nuevos enfoques críticos de la Biblia, se hicieron evidentes nuevas actitudes sobre el papel de la religión en la sociedad y comenzó a hacerse evidente una nueva apertura a cuestionar las definiciones casi universalmente aceptadas de la ortodoxia cristiana.
Como reacción a estos desarrollos, el fundamentalismo cristiano fue un movimiento de rechazo a las influencias radicales del humanismo filosófico, ya que éste estaba afectando a la religión cristiana. Los fundamentalistas, que se centraban especialmente en los enfoques críticos de la interpretación de la Biblia y trataban de bloquear las incursiones en sus iglesias de los supuestos científicos del ateísmo, empezaron a aparecer en varias denominaciones como numerosos movimientos independientes de resistencia a la deriva del cristianismo histórico. Con el tiempo, el movimiento evangélico fundamentalista se ha dividido en dos alas principales, una de las cuales se denomina fundamentalista, mientras que evangélico se ha convertido en la bandera preferida del movimiento más moderado. Aunque ambos movimientos se originaron principalmente en el mundo anglosajón, la mayoría de los evangélicos viven ahora en otras partes del mundo.
Tras la Reforma, los grupos protestantes siguieron escindiéndose, dando lugar a una serie de nuevas teologías. Los entusiastas se llamaban así por su celo emocional. Entre ellos se encontraban los metodistas, los cuáqueros y los bautistas. Otro grupo trató de reconciliar la fe cristiana con las ideas modernistas, lo que a veces les llevó a rechazar creencias que consideraban ilógicas, entre ellas el credo niceno y el credo calcedoniano. Entre ellos se encontraban el unitaristas y los  universalistas. Una cuestión importante para los protestantes pasó a ser el grado en que las personas contribuyen a su salvación. El debate se considera a menudo como sinergismo frente a monergismo, aunque las etiquetas calvinista y arminiano se utilizan con más frecuencia, en referencia a la conclusión del Sínodo de Dort.
El siglo XIX vio el auge de la crítica bíblica, el nuevo conocimiento de la diversidad religiosa en otros continentes y, sobre todo, el crecimiento de la ciencia. Esto llevó a muchos cristianos a enfatizar la fraternidad, a véase los milagros como mitos, y a enfatizar un enfoque moral con la religión como estilo de vida más que como verdad revelada.

### Cristianismo liberal
El cristianismo liberal-a veces llamado teología liberal-reformó el protestantismo. El cristianismo liberal es un término genérico que abarca diversos movimientos filosóficamente informados y estados de ánimo dentro del cristianismo de los siglos XIX y XX. A pesar de su nombre, el cristianismo liberal siempre ha sido muy proteico. La palabra liberal en cristianismo liberal no se refiere a un programa político de izquierdas, sino más bien a las ideas desarrolladas durante el Siglo de las Luces. En términos generales, el liberalismo de la época de la Ilustración sostenía que las personas son criaturas políticas y que la libertad de pensamiento y expresión debe ser su valor supremo. El desarrollo del cristianismo liberal debe mucho a las obras del teólogo Friedrich Schleiermacher. En su conjunto, el cristianismo liberal es producto de un diálogo filosófico continuo.

## Europa protestante

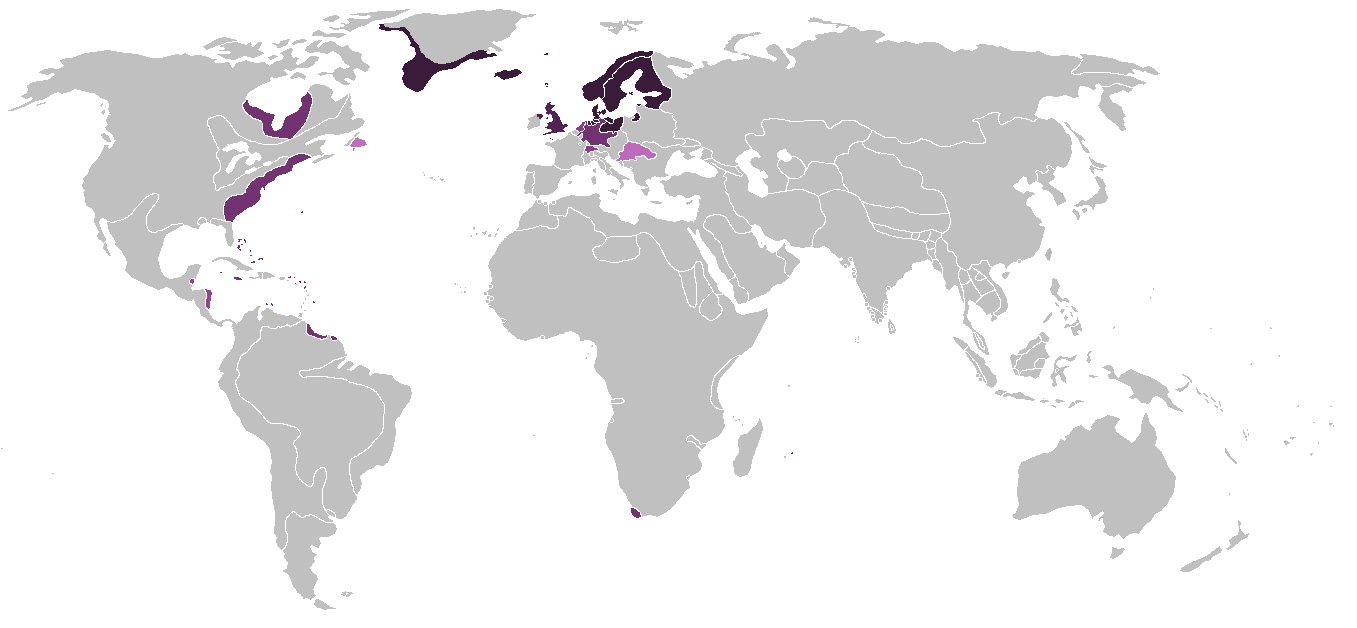
Protestantismo global, 1710

El historiador Kenneth Scott Latourette sostiene que las perspectivas del protestantismo a principios del siglo XIX eran desalentadoras. Era una religión regional basada en el noroeste de Europa, con un puesto de avanzada en los Estados Unidos, escasamente poblados. Estaba estrechamente aliada con el gobierno, como en Escandinavia, los Países Bajos, Prusia y, sobre todo, Gran Bretaña. La alianza se produjo a expensas de la independencia, ya que el gobierno tomaba las decisiones políticas básicas, hasta en detalles como los salarios de los ministros y la ubicación de las nuevas iglesias. Las corrientes intelectuales dominantes de la Ilustración promovían el racionalismo, y la mayoría de los líderes protestantes predicaban una especie de deísmo. Intelectualmente, los nuevos métodos de estudio histórico y antropológico socavaron la aceptación automática de los relatos bíblicos, al igual que las ciencias de la geología y la biología. La industrialización fue un factor fuertemente negativo, ya que los trabajadores que se trasladaban a la ciudad rara vez se unían a las iglesias. La brecha entre la iglesia y los que no asistían a ella creció rápidamente, y las fuerzas seculares, basadas tanto en el socialismo como en el liberalismo, socavaron el prestigio de la religión. A pesar de las fuerzas negativas, el protestantismo demostró una sorprendente vitalidad hacia 1900. Renunciando al racionalismo de la Ilustración, los protestantes abrazaron el romanticismo, con el acento puesto en lo personal y lo invisible. Ideas totalmente nuevas como las expresadas por Friedrich Schleiermacher, Soren Kierkegaard, Albrecht Ritschl y Adolf von Harnack restauraron el poder intelectual de la teología. Se prestó más atención a los credos históricos, como las confesiones de Augsburgo, Heidelberg y Westminster. Los impulsos del pietismo en el continente y del evangelicalismo en Gran Bretaña se expandieron enormemente, alejando a los devotos del énfasis en la formalidad y el ritual y acercándolos a una sensibilidad interior hacia la relación personal con Cristo. Las actividades sociales, en educación y en oposición a vicios sociales como la esclavitud, el alcoholismo y la pobreza proporcionaron nuevas oportunidades de servicio social. Sobre todo, la actividad misionera mundial se convirtió en un objetivo muy preciado, que tuvo bastante éxito en estrecha colaboración con el imperialismo de los imperios británico, alemán y holandés.

### Inglaterra
En Inglaterra, los anglicanos hicieron hincapié en los componentes históricamente católicos de su herencia, ya que el elemento de la Alta Iglesia reintrodujo las vestiduras y el incienso en sus rituales, frente a la oposición de los evangélicos de la Baja Iglesia. A medida que el Movimiento de Oxford comenzó a abogar por la restauración de la fe y las prácticas católicas tradicionales en la Iglesia de Inglaterra (véase Anglocatolicismo), se sintió la necesidad de restaurar el vida monástica. El sacerdote anglicano John Henry Newman estableció una comunidad de hombres en Littlemore, cerca de Oxford, en la década de 1840. Desde entonces, ha habido muchas comunidades de monjes, frailes, hermanas y monjas establecidas dentro de la Comunión Anglicana. En 1848, la Madre Priscilla Lydia Sellon fundó las Hermanas Anglicanas de la Caridad y se convirtió en la primera mujer en tomar los votos religiosos dentro de la Comunión Anglicana desde la Reforma Inglesa. En octubre de 1850 se consagró en Abbeymere, Plymouth, el primer edificio construido específicamente para albergar una Anglican Sisterhood. Albergaba varias escuelas para indigentes, una lavandería, una imprenta y un comedor social. A partir de la década de 1840 y a lo largo de los cien años siguientes, proliferaron las órdenes religiosas tanto masculinas como femeninas en Gran Bretaña, América y otros lugares.

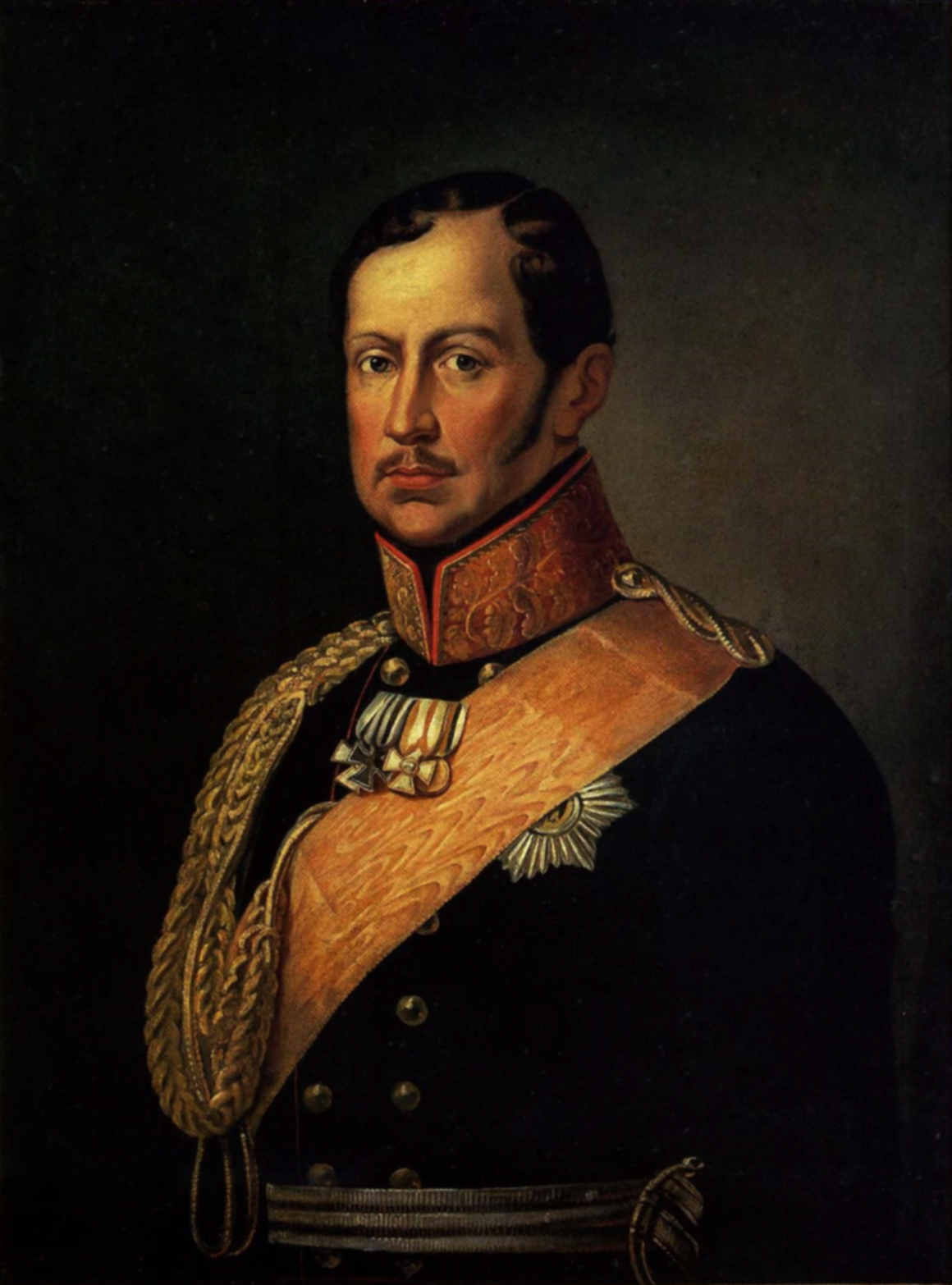
El rey Federico Guillermo III gobernó Prusia de 1797 a 1840

### Alemania
Dos acontecimientos principales dieron nueva forma a la religión en Alemania. En todo el país, hubo un movimiento para unir las grandes iglesias luteranas y las pequeñas  reformadas protestantes. Las propias iglesias lo consiguieron en  Baden, Nassau y Baviera. Sin embargo, en Prusia, el rey  Federico Guillermo III estaba decidido a llevar a cabo la unificación por su cuenta, sin consultar a nadie. Su objetivo era unificar las iglesias protestantes e imponer una única liturgia, organización e incluso arquitectura estandarizadas. El objetivo a largo plazo era centralizar el control real de todas las iglesias protestantes. En una serie de proclamaciones a lo largo de varias décadas se formó la Iglesia de la Unión Prusiana, que agrupaba a los luteranos, más numerosos, y a los protestantes reformados, menos numerosos. El gobierno de Prusia tenía ahora pleno control sobre los asuntos eclesiásticos, y el propio rey era reconocido como obispo principal. La oposición a la unificación provino de los "viejos luteranos" de Silesia, que se aferraban firmemente a las formas teológicas y litúrgicas que habían seguido desde los tiempos de Martín Lutero. El gobierno intentó reprimirlos, por lo que pasaron a la clandestinidad. Decenas de miles emigraron, a Australia Meridional, y sobre todo a Estados Unidos, donde formaron lo que hoy es la Iglesia luterana Sínodo de Misuri, que sigue siendo una confesión conservadora. Finalmente, en 1845, el nuevo rey, Federico Guillermo IV, ofreció una amnistía general y permitió a los antiguos luteranos formar una asociación eclesiástica separada con un control gubernamental sólo nominal.
Desde el punto de vista religioso del católico o protestante típico, se estaban produciendo cambios importantes en términos de una religiosidad mucho más personalizada que se centraba en el individuo más que en la iglesia o la ceremonia. El racionalismo de finales del siglo XIX se desvaneció, y hubo un nuevo énfasis en la psicología y el sentimiento del individuo, especialmente en términos de contemplación de la pecaminosidad, la redención, y los misterios y las revelaciones del cristianismo. [Los renacimientos pietistas fueron frecuentes entre los protestantes.

## Tendencias americanas
Las principales tendencias del protestantismo incluían el rápido crecimiento de las denominaciones metodista y baptista, y el crecimiento constante entre presbiterianos, congregacionalistas y anglicanos. Después de 1830 llegaron luteranos alemanes en gran número; después de 1860 llegaron luteranos escandinavos. Las sectas protestantes holandesas (y luteranas) de Pensilvania crecieron gracias a las altas tasas de natalidad.

### Segundo Gran Despertar
El Segundo Gran Despertar (1790-1840) fue el segundo gran avivamiento religioso en América. A diferencia del Primer Gran Despertar del Siglo XVIII, se centró en los que no asistían a la iglesia y trató de inculcarles un profundo sentido de salvación personal, tal como se experimentaba en las  reuniones de avivamiento. También dio origen a grupos como los mormones y el movimiento de Santidad. Entre sus líderes se encontraban Asahel Nettleton, Edward Payson, James Brainerd Taylor, Charles Finney, Lyman Beecher, Barton W. Stone, Peter Cartwright, y James Finley.
En Nueva Inglaterra, el renovado interés por la religión inspiró una oleada de activismo social. En el oeste de Nueva York, el espíritu de avivamiento alentó el surgimiento del Movimiento de Restauración, el movimiento de los Santos de los Últimos Días, el adventismo y el movimiento de santidad. Especialmente en el oeste -en Cane Ridge, Kentucky y en Tennessee- el avivamiento fortaleció a los metodistas y a los bautistas e introdujo en América una nueva forma de expresión religiosa: el campamento escocés.
El Segundo Gran Despertar se abrió paso a través de los territorios fronterizos, alimentado por un intenso anhelo de un lugar prominente para Dios en la vida de la nueva nación, una nueva actitud liberal hacia nuevas interpretaciones de la Biblia y una experiencia contagiosa de celo por la auténtica espiritualidad. A medida que estos avivamientos se extendían, reunían conversos de las sectas protestantes de la época. Con el tiempo, los avivamientos cruzaron libremente las líneas confesionales con resultados prácticamente idénticos y fueron más lejos que nunca en la ruptura de las lealtades que mantenían a los adeptos de estas denominaciones fieles a la suya propia. En consecuencia, los avivamientos fueron acompañados de un creciente descontento con las iglesias evangélicas y especialmente con la doctrina del calvinismo, que era nominalmente aceptada o al menos tolerada en la mayoría de las iglesias evangélicas de la época. Surgieron varios movimientos no afiliados que a menudo tenían una perspectiva restauracionista, al considerar que el cristianismo contemporáneo de la época era una desviación del verdadero cristianismo original. Estos grupos intentaron trascender el denominacionalismo protestante y los credos cristianos ortodoxos para restaurar el cristianismo a su forma original.

### Mormonismo
La fe mormona surgió del movimiento de los Santos de los Últimos Días en el norte del estado de Nueva York en la década de 1830. Después de varios cismas y múltiples reubicaciones para escapar de la intensa hostilidad, el grupo más grande, La Iglesia de Jesucristo de los Santos de los Últimos Días (Iglesia SUD), migraron al Territorio de Utah. Establecieron una teocracia bajo Brigham Young, y entraron en conflicto con el gobierno de Estados Unidos. Éste intentó suprimir la iglesia debido a su poligamia y teocracia. Finalmente se alcanzaron compromisos en la década de 1890, lo que permitió a la iglesia abandonar la poligamia y prosperar.

### Adventismo
El adventismo es una creencia escatológica cristiana que busca la inminente Segunda Venida de Jesús para inaugurar el Reino de Dios. Este punto de vista implica la creencia de que Jesús regresará para recibir a los que han muerto en Cristo y a los que esperan su regreso, y que deben estar preparados cuando regrese. Los  milleritas, la familia más conocida de los movimientos adventistas, eran seguidores de las enseñanzas de William Miller, quien, en 1833, compartió públicamente por primera vez su creencia en la Segundo Advenimiento de Jesucristo hacia 1843. Enfatizaban las enseñanzas apocalípticas que anticipaban el fin del mundo y no buscaban la unidad de la cristiandad, sino que se ocupaban de preparar el regreso de Cristo. De los milleritas descendieron los adventistas del séptimo día y la Iglesia Cristiana Adventista. La Iglesia Adventista del Séptimo Día es el mayor de varios grupos adventistas que surgieron del movimiento millerita de la década de 1840. Miller predijo, basándose en KJV y en el principio del día-año que Jesucristo regresaría a la Tierra el 22 de octubre de 1844. Cuando esto no ocurrió, la mayoría de sus seguidores se disolvieron y regresaron a sus iglesias originales.

### Movimiento de la santidad
Los metodistas del siglo XIX continuaron el interés por la santidad cristiana que había iniciado su fundador, John Wesley. En 1836 dos mujeres metodistas, Sarah Worrall Lankford y Phoebe Palmer, iniciaron la Reunión de los Martes para la Promoción de la Santidad en la ciudad de Nueva York. Un año después, el ministro metodista Timothy Merritt fundó una revista llamada Guía de la perfección cristiana para promover el mensaje wesleyano de la santidad cristiana.
En 1837, Palmer experimentó lo que ella llamó entera santificación. Comenzó a dirigir la Reunión de los Martes para la Promoción de la Santidad. Al principio sólo las mujeres asistían a estas reuniones, pero con el tiempo los obispos metodistas y otros miembros del clero comenzaron a asistir también. En 1859, publicó La promesa del Padre, en el que argumentaba a favor de las mujeres en el ministerio, y que más tarde influiría en Catherine Booth, cofundadora del Ejército de Salvación. La práctica del ministerio por mujeres se hizo común pero no universal dentro de las ramas del movimiento de santidad.
La primera reunión de campamento de "santidad" se celebró en Vineland, Nueva Jersey, en 1867 y atrajo a 10 000 personas. Los ministros formaron la Asociación Nacional de Reuniones Campestres para la Promoción de la Santidad y acordaron llevar a cabo una reunión similar al año siguiente. Más tarde, esta asociación se convirtió en la Asociación de Santidad Cristiana. La tercera Reunión Nacional de Campamentos se reunió en Round Lake (Nueva York). Esta vez asistió la prensa nacional, y aparecieron artículos en numerosos periódicos. Robert y Hannah Smith fueron algunos de los que llevaron el mensaje de santidad a Inglaterra, y sus ministerios ayudaron a sentar las bases de la Convención de Keswick.
En la década de 1870, el movimiento de santidad se extendió a Gran Bretaña, donde a veces se le llamaba el movimiento de la Vida Superior por el título del libro de William Boardman, La Vida Superior. Se celebraron conferencias sobre la Vida Superior en Broadlands y Oxford en 1874 y en Brighton y Keswick en 1875. La Convención de Keswick pronto se convirtió en la sede británica del movimiento. La Misión de la Fe en Escocia fue una consecuencia del movimiento de santidad británico. Otra fue un flujo de influencia desde Gran Bretaña hacia los Estados Unidos. En 1874, Albert Benjamin Simpson leyó La vida cristiana superior de Boardman y él mismo sintió la necesidad de una vida así. Fundó la Alianza Cristiana y Misionera.

### Tercer Gran Despertar
El Tercer Gran Despertar fue un periodo de activismo religioso en la historia de Estados Unidos desde finales de la década de 1850 hasta el siglo XX. Afectó a las denominaciones protestantes pietistas y tuvo un fuerte sentido de activismo social. Tomó fuerza de la teología postmilenial según la cual la Segunda Venida de Cristo llegaría después de que la humanidad hubiera reformado toda la tierra. El Evangelio social Movimiento ganó su fuerza del despertar, al igual que el movimiento misionero mundial. Surgieron nuevas agrupaciones, como los movimientos Santidad e Nazareno, y la Ciencia Cristiana. Entre los nombres significativos figuran Dwight L. Moody, Ira D. Sankey, William Booth y Catherine Booth (fundadores del Ejército de Salvación), Charles Spurgeon y James Caughey. Hudson Taylor inició la China Inland Mission y Thomas John Barnardo fundó sus famosos orfanatos.
Mary Baker Eddy introdujo la Ciencia Cristiana, que ganó seguidores a nivel nacional. En 1880 llegó a América la denominación Ejército de Salvación. Aunque su teología se basaba en los ideales expresados durante el Segundo Gran Despertar, su enfoque en la pobreza era del Tercero. La Sociedad para la Cultura Ética, establecida en Nueva York en 1876 por Felix Adler, atrajo a una clientela judía reformista. Charles Taze Russell fundó un  movimiento de Estudiantes de la Biblia ahora conocido como Testigos de Jehová.

## Catolicismo romano

### Francia
Durante la Revolución Francesa, la Iglesia Católica perdió todas sus tierras y edificios, que fueron vendidos o pasaron a manos de los gobiernos locales. Los elementos más radicales de la Revolución intentaron suprimir la Iglesia, pero Napoleón llegó a un compromiso con el Papa en el Concordato de 1801 que le devolvió gran parte de su estatus. El obispo seguía gobernando su diócesis (que se ajustaba a los nuevos límites departamentales), pero sólo podía comunicarse con el Papa a través del gobierno de París. Obispos, sacerdotes, monjas y otros religiosos recibían salarios del Estado. Se conservan todos los ritos y ceremonias religiosas, y el gobierno mantiene los edificios religiosos. A la Iglesia se le permitió gestionar sus propios seminarios y, en cierta medida, también las escuelas locales, aunque esto se convirtió en una cuestión política central en el siglo XX. Los obispos tenían mucho menos poder que antes y carecían de voz política. Sin embargo, la Iglesia católica se reinventó a sí misma y puso un nuevo énfasis en la religiosidad personal que le permitió controlar la psicología de los fieles.
Francia siguió siendo básicamente católica. El censo de 1872 contaba 36 millones de habitantes, de los cuales 35,4 millones eran católicos, 600 000 protestantes, 50 000 judíos y 80 000 librepensadores. La Revolución no consiguió destruir la Iglesia católica, y el concordato de Napoleón de 1801 restableció su estatus. El regreso de los Borbones en 1814 trajo de vuelta a muchos nobles ricos y terratenientes que apoyaron a la Iglesia, viéndola como un bastión del conservadurismo y el monarquismo. Sin embargo, los monasterios, con sus vastas posesiones de tierras y su poder político, habían desaparecido; gran parte de las tierras se habían vendido a empresarios urbanos que carecían de conexiones históricas con la tierra y los campesinos.
En el periodo 1790-1814 se formaron pocos sacerdotes y muchos abandonaron la Iglesia. El resultado fue que el número de clérigos parroquiales se redujo de 60 000 en 1790 a 25 000 en 1815, muchos de ellos ancianos. Regiones enteras, especialmente alrededor de París, se quedaron con pocos sacerdotes. Por otro lado, algunas regiones tradicionales se aferraron a la fe, dirigidas por nobles locales y familias históricas.
El retorno fue muy lento en las grandes ciudades y zonas industriales. Con un trabajo misionero sistemático y un nuevo énfasis en la liturgia y las devociones a la Virgen María, además del apoyo de Napoleón III, se produjo un resurgimiento. En 1870 había 56 500 sacerdotes, que representaban una fuerza mucho más joven y dinámica en los pueblos y ciudades, con una tupida red de escuelas, organizaciones benéficas y laicas. Los católicos conservadores controlaron el gobierno nacional entre 1820 y 1830, pero a menudo desempeñaron un papel político secundario o tuvieron que luchar contra los ataques de republicanos, liberales, socialistas y laicos.
Durante toda la Tercera República se libraron batallas sobre el estatuto de la Iglesia católica. El clero y los obispos franceses estaban estrechamente asociados a los monárquicos y muchos de sus jerarcas procedían de familias nobles. Los republicanos se basaban en la clase media anticlerical que veía la alianza de la Iglesia con los monárquicos como una amenaza política para el republicanismo y una amenaza para el espíritu moderno de progreso. Los republicanos detestaban a la Iglesia por sus afiliaciones políticas y de clase; para ellos, la Iglesia representaba tradiciones anticuadas, superstición y monarquismo.
Los republicanos se vieron reforzados por el apoyo protestante y judío. Se aprobaron numerosas leyes para debilitar a la Iglesia Católica. En 1879, los sacerdotes fueron excluidos de los comités administrativos de los hospitales y de las juntas de caridad. En 1880 se adoptaron nuevas medidas contra las congregaciones religiosas. De 1880 a 1890 se produjo la sustitución de las monjas por mujeres laicas en muchos hospitales. El Concordato de Napoleón de 1801 siguió en vigor, pero en 1881, el gobierno recortó los salarios a los sacerdotes que no le gustaban.
Las leyes escolares de 1882 del republicano Jules Ferry establecieron un sistema nacional de escuelas públicas que enseñaban una estricta moral puritana pero no religión. Durante un tiempo se toleraron las escuelas católicas financiadas con fondos privados. El matrimonio civil se hizo obligatorio, se introdujo el divorcio y se eliminaron los capellanes del ejército.
Cuando León XIII se convirtió en Papa en 1878, intentó calmar las relaciones entre la Iglesia y el Estado. En 1884 dijo a los obispos franceses que no actuaran de forma hostil al Estado. En 1892 publicó una encíclica aconsejando a los católicos franceses que se unieran a la República y defendieran a la Iglesia participando en la política republicana. Este intento de mejorar las relaciones fracasó.
Ambos bandos mantenían profundas sospechas, que se agravaron con el asunto Dreyfus. Los católicos eran en su mayoría anti-Dreyfus. Los asuncionistas publicaban artículos antisemitas y antirrepublicanos en su revista La Croix. Esto enfurecía a los políticos republicanos, deseosos de vengarse. A menudo trabajaban en alianza con logias masónicas. El Waldeck-Rousseau (1899-1902) y el Combes (1902-05) se enfrentaron al Vaticano por el nombramiento de obispos.
Se retiró a los capellanes de los hospitales navales y militares (1903-04), y se ordenó a los soldados que no frecuentaran los clubes católicos (1904). Combes, como Primer Ministro en 1902, estaba decidido a derrotar completamente al catolicismo. Cerró todas las escuelas parroquiales de Francia. Luego hizo que el Parlamento rechazara la autorización de todas las órdenes religiosas. Esto significó la disolución de las cincuenta y cuatro órdenes y la salida inmediata de Francia de unos 20 000 miembros, muchos de ellos hacia España.
En 1905 se derogó el Concordato de 1801; la Iglesia y el Estado quedaron separados. Todos los bienes de la Iglesia fueron confiscados. El culto público se confía a asociaciones de laicos católicos que controlan el acceso a las iglesias. En la práctica, las misas y los rituales continúan. La Iglesia sufre graves daños y pierde la mitad de sus sacerdotes. A la larga, sin embargo, ganó autonomía, pues el Estado ya no tenía voz en la elección de los obispos y el galicanismo había muerto.

### Alemania
Entre los católicos se produjo un fuerte aumento de las peregrinaciones populares. Sólo en 1844, medio millón de peregrinos peregrinaron a la ciudad de Tréveris, en Renania, para contemplar la Santa Túnica, de la que se decía que era la túnica que Jesús llevaba de camino a su crucifixión. Los obispos católicos de Alemania habían sido históricamente muy independientes de Roma, pero ahora el Vaticano ejercía un control cada vez mayor, un nuevo "ultramontanismo" de católicos muy leales a Roma. En 1837-38 estalló una fuerte polémica en Renania, mayoritariamente católica, sobre la educación religiosa de los hijos de matrimonios mixtos, en los que la madre era católica y el padre protestante. El gobierno aprobó leyes para exigir que estos niños fueran educados siempre como protestantes, en contra de la ley napoleónica que había prevalecido anteriormente y permitía a los padres tomar la decisión. Puso al arzobispo católico bajo arresto domiciliario. En 1840, el nuevo rey Federico Guillermo IV buscó la reconciliación y puso fin a la controversia accediendo a la mayoría de las demandas católicas. Sin embargo, los recuerdos católicos siguieron siendo profundos y dieron lugar a la sensación de que los católicos siempre debían permanecer unidos frente a un gobierno poco fiable.

#### Kulturkampf

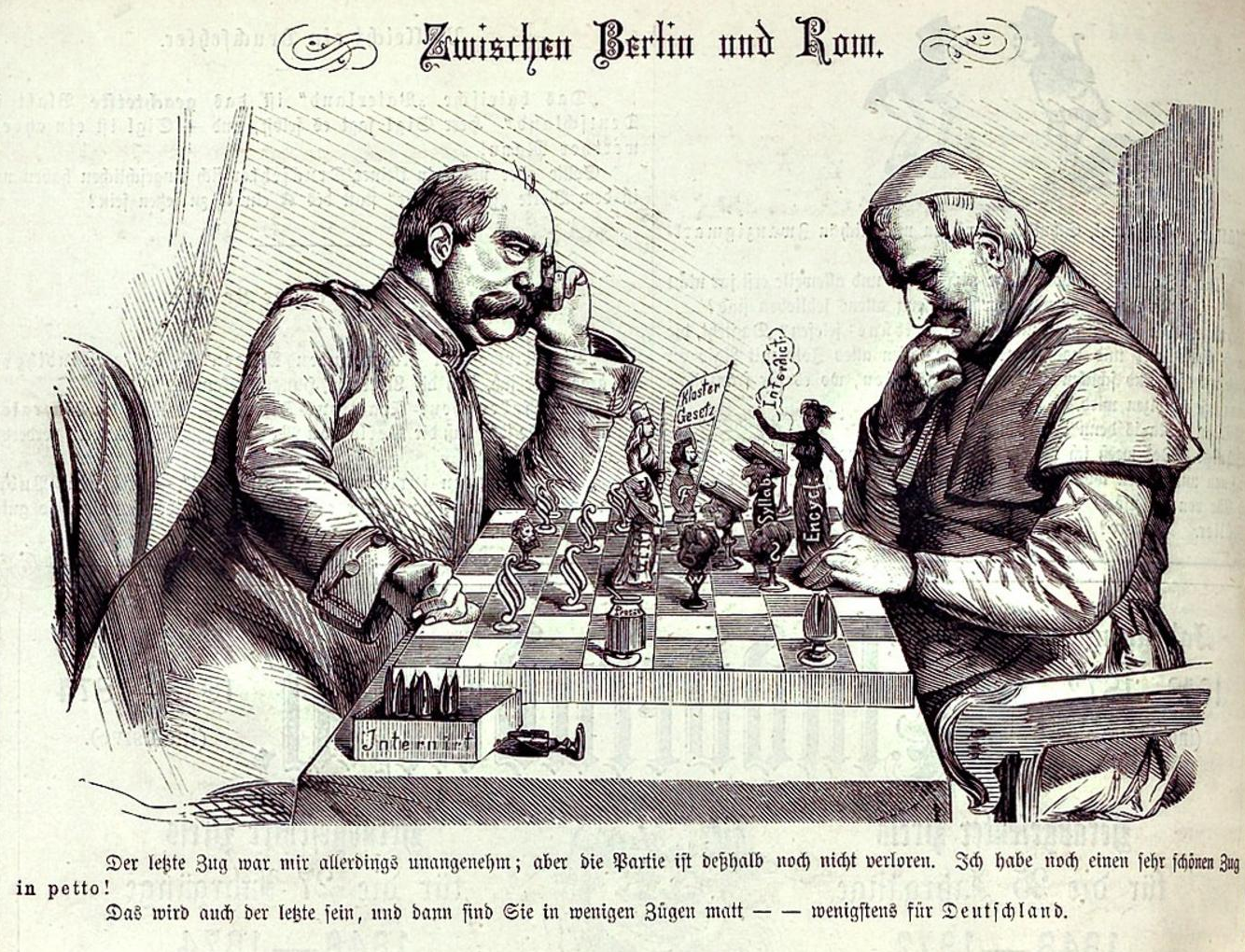
Entre Berlín y Roma, Bismarck (izquierda) se enfrenta al Papa Pío IX, 1875

Después de 1870, el canciller Otto von Bismarck no toleraba que ninguna base de poder fuera de Alemania -en Roma- tuviera voz en los asuntos alemanes. En 1873 lanzó una Kulturkampf ("guerra cultural") contra el poder del Papa y la Iglesia católica, pero sólo en Prusia. Obtuvo un fuerte apoyo de los liberales alemanes, que veían en la Iglesia católica el bastión de la reacción y su mayor enemigo. El elemento católico, a su vez, veía en el Nacional-Liberales a su peor enemigo y formó el Partido del Centro.
A los católicos, aunque constituían casi un tercio de la población nacional, rara vez se les permitía ocupar cargos importantes en el gobierno imperial o en el gobierno prusiano. La mayor parte de la Kulturkampf se libró en Prusia, pero la Alemania Imperial aprobó la Ley del Púlpito que convertía en delito que cualquier clérigo discutiera asuntos públicos de forma que disgustara al gobierno. Casi todos los obispos, clérigos y laicos católicos rechazaron la legalidad de las nuevas leyes y se mostraron desafiantes ante las penas cada vez más duras y los encarcelamientos impuestos por el gobierno de Bismarck. El historiador Anthony Steinhoff informa del total de bajas: 
En 1878, sólo tres de las ocho diócesis prusianas seguían teniendo obispos, unas 1.125 de las 4.600 parroquias estaban vacantes y casi 1.800 sacerdotes acabaron en la cárcel o en el exilio..... Por último, entre 1872 y 1878 se confiscaron numerosos periódicos católicos, se disolvieron asociaciones y asambleas católicas y se despidió a funcionarios católicos con el mero pretexto de tener simpatías ultramontanas.
Bismarck subestimó la determinación de la Iglesia católica y no previó los extremos que implicaría esta lucha. La Iglesia católica denunció las duras nuevas leyes como anticatólicas y reunió el apoyo de sus votantes de base en toda Alemania. En las siguientes elecciones, el Partido del Centro obtuvo una cuarta parte de los escaños de la Dieta Imperial. El conflicto terminó después de 1879 porque Pío IX murió en 1878 y Bismarck rompió con los liberales para poner su principal énfasis en los aranceles, la política exterior y las atacar a los socialistas. Bismarck negoció con el conciliador nuevo papa Leo XIII. Se restableció la paz, los obispos regresaron y los clérigos encarcelados fueron liberados. Las leyes fueron suavizadas o derogadas (Leyes de Mitigación 1880-1883 y Leyes de Paz 1886-87), pero las principales regulaciones como la Ley del Púlpito y las leyes relativas a la educación, el registro civil (incluido el matrimonio) o la desafiliación religiosa permanecieron en vigor. El Partido del Centro ganó fuerza y se convirtió en aliado de Bismarck, especialmente cuando atacó al socialismo.

### Concilio Vaticano I
El 7 de febrero de 1862, el papa Pío IX promulgó la constitución papal Ad Universalis Ecclesiae, que trataba de las condiciones de admisión a las órdenes religiosas católicas masculinas en las que se prescribían votos solemnes.
La doctrina de la primacía papal se desarrolló aún más en 1870 en el Concilio Vaticano I, que declaró que "en la disposición de Dios, la Iglesia romana tiene la preeminencia del poder ordinario sobre todas las demás iglesias". Este concilio también afirmó el dogma de la infalibilidad papal, (declarando que la infalibilidad de la comunidad cristiana se extiende al papa mismo, cuando define una doctrina relativa a la fe o a la moral que debe ser sostenida por toda la Iglesia), y de la supremacía papal (jurisdicción ordinaria suprema, plena, inmediata y universal del papa).
El cuerpo más sustancial de doctrina definida sobre el tema se encuentra en Pastor Aeternus, la Constitución Dogmática sobre la Iglesia de Cristo del Concilio Vaticano I. Este documento declara que "en la disposición de Dios la iglesia romana tiene la preeminencia del poder ordinario sobre todas las otras iglesias". Este concilio también afirmó el dogma de la infalibilidad papal.
El concilio definió una doble primacía de Pedro, una en la enseñanza papal sobre la fe y la moral (el carisma de la infalibilidad), y la otra una primacía de jurisdicción que implicaba el gobierno y la disciplina de la Iglesia, siendo necesaria la sumisión a ambas para la fe y la salvación católicas.
Rechazaba las ideas de que los decretos papales no tienen "fuerza ni valor a menos que sean confirmados por una orden del poder secular" y que las decisiones del papa pueden ser apeladas ante un concilio ecuménico "como ante una autoridad superior al Romano Pontífice."
Paul Collins sostiene que "(la doctrina de la primacía papal tal como fue formulada por el Concilio Vaticano I) ha conducido al ejercicio del poder papal sin trabas y se ha convertido en un escollo importante en las relaciones ecuménicas con los ortodoxos (que consideran la definición como una herejía) y los protestantes. ".
Antes del concilio de 1854, Pío IX, con el apoyo de la inmensa mayoría de los obispos, proclamó el dogma de la Inmaculada Concepción.

### Enseñanzas sociales

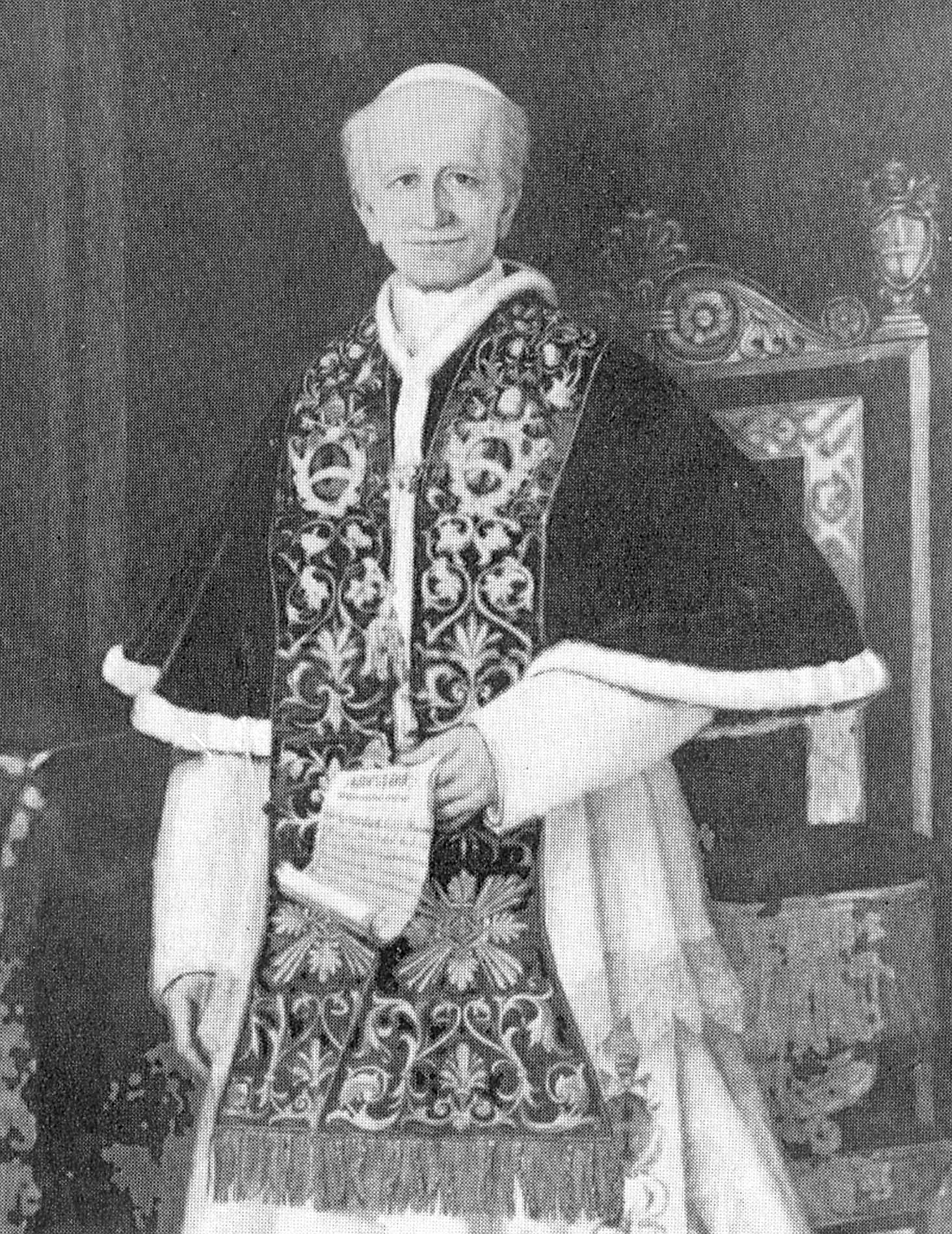
La Iglesia tardó en reaccionar ante la creciente industrialización y el empobrecimiento de los trabajadores, intentando primero remediar la situación con una mayor caridad Franzen 350 En 1891 el Papa León XIII publicó Rerum novarum en la que la Iglesia definía la dignidad y los derechos de los trabajadores industriales.

La Revolución Industrial trajo consigo muchas preocupaciones por el deterioro de las condiciones de trabajo y de vida de los trabajadores urbanos. Influenciado por el obispo alemán Wilhelm Emmanuel Freiherr von Ketteler, en 1891, el Papa León XIII publicó la encíclica Rerum novarum, que contextualizaba la doctrina social católica en términos que rechazaban el socialismo pero abogaban por la regulación de las condiciones laborales. Rerum novarum defendía el establecimiento de un salario digno y el derecho de los trabajadores a formar sindicatos.

### Veneración de María

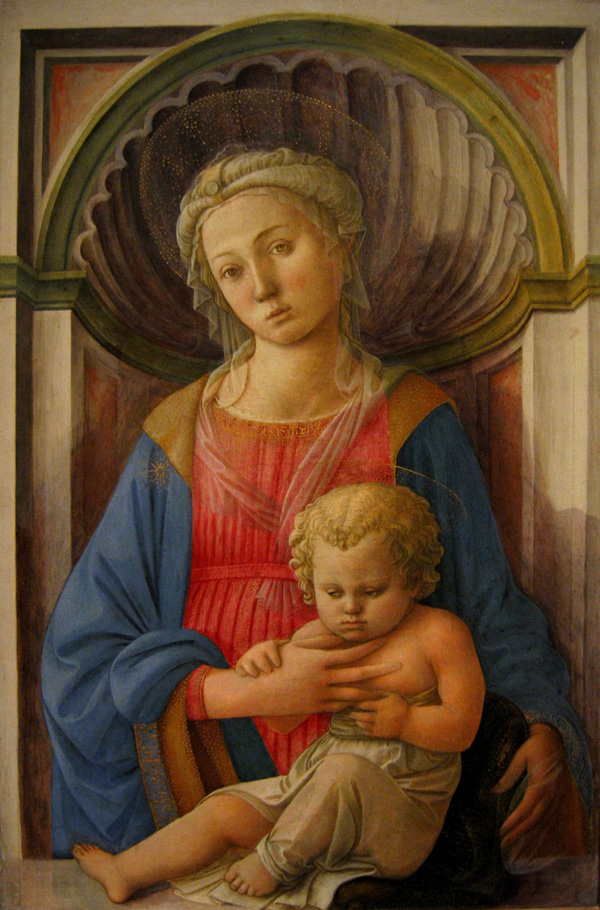
Madonna and Child, de Filippo Lippi

Los Papas siempre han destacado el vínculo interno entre la Virgen María como  Madre de Dios y la plena aceptación de Jesucristo como Hijo de Dios.
Desde el siglo XIX, fueron muy importantes para el desarrollo de la  mariología católica romana|mariología para explicar la veneración de María a través de sus decisiones no sólo en el ámbito de las creencias marianas (mariología), sino también las prácticas marianas y devociones. Antes del siglo XIX, los papas promulgaban la veneración mariana autorizando nuevas fiestas marianas, oraciones, iniciativas y la aceptación y el apoyo de congregaciones marianas. Desde el siglo XIX, los papas comenzaron a utilizar encíclicas con más frecuencia. Así, León XIII, el  Papa del Rosario, publicó once encíclicas marianas. Papas recientes promulgaron la veneración de la Santísima Virgen con dos dogmas: Pío IX con la Inmaculada Concepción en 1854, y la Asunción de María en 1950 por el Papa Pío XII. Pío IX, Pío XI y Pío XII facilitaron la veneración de apariciones marianas como en  Lourdes  y Fátima.

### Anticlericalismo, laicismo y socialismo
En muchos movimientos revolucionarios se denunció a la Iglesia por sus vínculos con los regímenes establecidos. Los liberales, en particular, señalaron a la Iglesia católica como el gran enemigo. Así, por ejemplo, tras la Revolución Francesa y la Revolución Mexicana hubo en esos países un marcado tono anticlerical que perdura hasta nuestros días. El socialismo, en particular, fue en muchos casos abiertamente hostil a la religión; Karl Marx condenó toda religión como el "opio del pueblo", ya que la consideraba un falso sentido de esperanza en una vida después de la muerte que impedía al pueblo enfrentarse a su situación mundana.
En la Historia de América Latina, una sucesión de regímenes liberales anticlericales llegó al poder a partir de la década de 1830. La confiscación de propiedades de la Iglesia y las restricciones a sacerdotes y obispos acompañaron generalmente a las reformas laicistas.

### Jesuitas

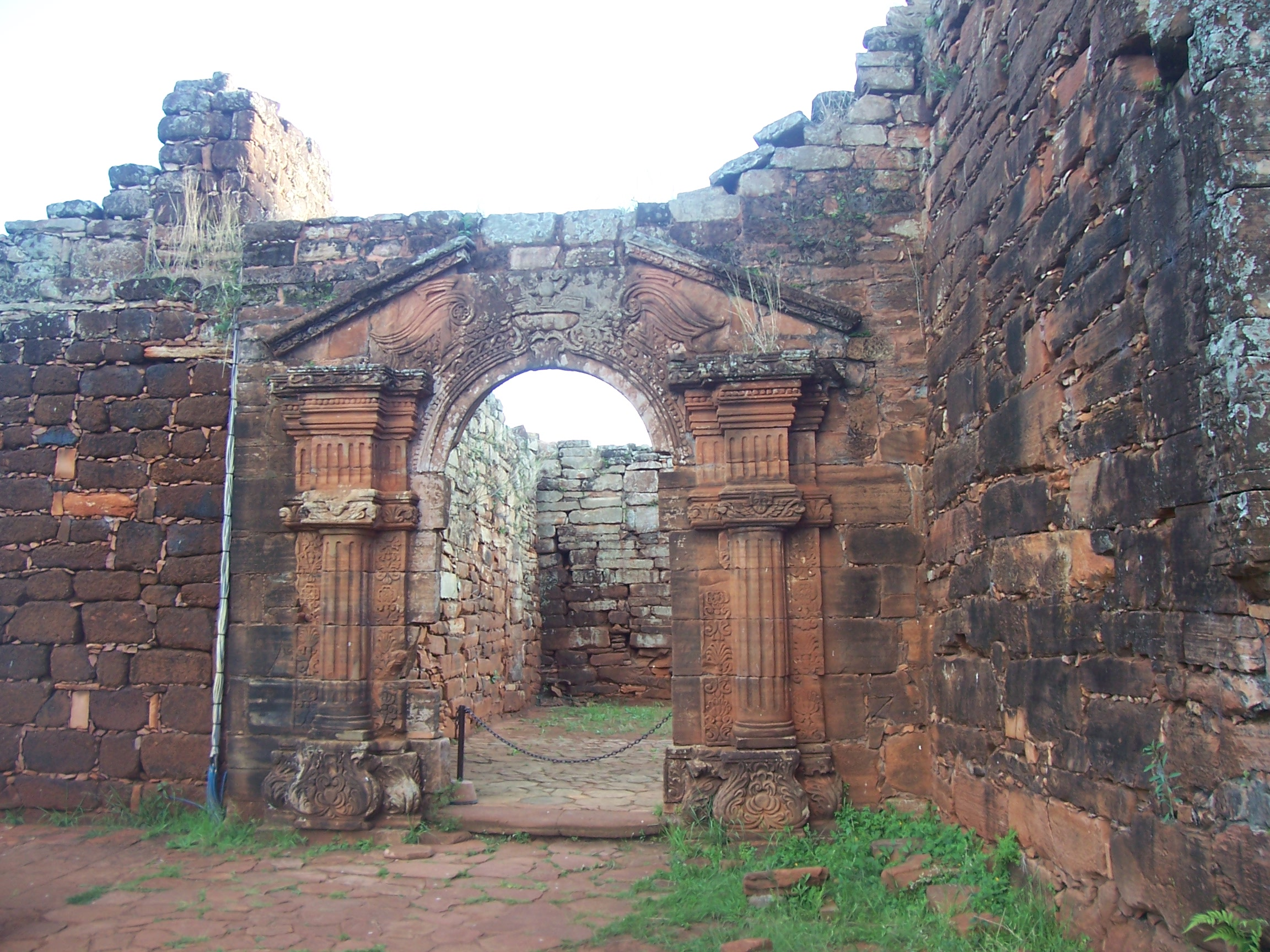
Iglesia de las Asentamiento indio de San Ignacio Miní

Sólo en el siglo XIX, tras la desintegración de la mayoría de las colonias españolas y portuguesas, el Vaticano pudo hacerse cargo de las actividades misioneras católicas a través de su organización  Propaganda Fide.
Durante este período, la Iglesia se enfrentó a los abusos coloniales de los gobiernos portugués y español. En Sudamérica, los jesuitas protegieron a los pueblos nativos de la esclavitud estableciendo asentamientos semiindependientes llamados reducciones. El papa Gregorio XVI, desafiando la soberanía española y portuguesa, nombró a sus propios candidatos como obispos en las colonias, condenó la esclavitud y el comercio de esclavos en 1839 (bula papal  In supremo apostolatus), y aprobó la ordenación del clero nativo a pesar del racismo del gobierno.

### África
A finales del siglo XIX, las nuevas tecnologías y la superioridad de las armas habían permitido a las potencias europeas hacerse con el control de la mayor parte del interior de África. Los nuevos gobernantes introdujeron una economía monetaria que exigía la alfabetización de los africanos y creó una gran demanda de escuelas. En aquella época, la única posibilidad que tenían los africanos de recibir una educación occidental era a través de los misioneros cristianos. Los misioneros católicos siguieron a los gobiernos coloniales en África y construyeron escuelas, monasterios e iglesias.

### Australasia y Oceanía
La afluencia de irlandeses a Australia, primero convictos y luego colonos libres pobres, hizo que aproximadamente una cuarta parte de la población blanca australiana fuera católica. Sacerdotes, hermanos y monjas irlandeses dirigieron una iglesia fuerte basada en modelos irlandeses de piedad. La Iglesia católica australiana terminó el siglo en una fase de rápida expansión dirigida por Cardenal Moran.
En Nueva Zelanda y muchas de las islas del Pacífico, los Padres Maristas francesa establecieron muchas misiones con éxito.

## Iglesia Ortodoxa Oriental

### Grecia
Incluso varias décadas antes de la caída de Constantinopla en manos del Imperio Otomano en 1453, la mayor parte de Grecia había quedado bajo dominio otomano. Durante este tiempo, hubo varios intentos de revuelta por parte de los griegos para independizarse del control otomano. En 1821, se declaró oficialmente la revolución griega y, a finales de mes, el Peloponeso estaba en revuelta abierta contra los turcos. El Patriarcado Ecuménico de Constantinopla había emitido declaraciones condenando e incluso anatematizando a los revolucionarios para proteger a los griegos de Constantinopla de las represalias de los turcos otomanos.
Sin embargo, estas declaraciones no convencieron a nadie, y menos aún al gobierno turco, que el día de Pascua de 1821 hizo colgar al patriarca Gregorio V de la puerta principal de la residencia patriarcal como escarmiento público por orden del sultán; a esto siguió una masacre de la población griega de Constantinopla. La brutal ejecución de Gregorio V, especialmente en el día del Domingo de Pascua, conmocionó y enfureció a los griegos. También provocó protestas en el resto de Europa y reforzó el movimiento del filohelenismo. Existen referencias de que durante la Guerra de Independencia griega, muchos revolucionarios grabaron en sus espadas el nombre de Gregorio, buscando venganza.
Con el establecimiento del Reino de Grecia, el gobierno decidió tomar el control de la iglesia, separándose del patriarca de Constantinopla. El gobierno declaró a la iglesia autocéfala en 1833 en una decisión política de los regentes bávaros que actuaban en nombre de Rey Otón, que era menor de edad. La decisión perturbó la política griega durante décadas, ya que las autoridades reales asumieron un control cada vez mayor. El nuevo estatus fue finalmente reconocido como tal por el Patriarcado en 1850, bajo condiciones de compromiso con la emisión de un decreto especial "Tomos" que lo devolvió a un estatus normal.
En la década de 1880, el movimiento "Anaplasis" ("Regeneración") dio lugar a una renovada energía espiritual e iluminación. Luchó contra las ideas racionalistas y materialistas que se habían filtrado desde la Europa occidental secular. Promovió las escuelas de catecismo y los círculos de estudio de la Biblia.

### Serbia
La Iglesia ortodoxa serbia del Principado de Serbia obtuvo su autonomía en 1831, y se organizó como Metropolitanato de Belgrado, quedando bajo la suprema jurisdicción eclesiástica del Patriarcado Ecuménico de Constantinopla. El Principado de Serbia obtuvo la plena independencia política del Imperio Otomano en 1878, y poco después se iniciaron las negociaciones con el Patriarcado Ecuménico, que desembocaron en el reconocimiento canónico de la plena independencia eclesiástica (autocefalia) del Metropolitanato de Belgrado en 1879. En la misma época, las eparquías ortodoxas serbias en Bosnia y Herzegovina permanecieron bajo la jurisdicción eclesiástica suprema del Patriarcado Ecuménico, pero adquirieron autonomía interna. En las eparquías del sur, que permanecieron bajo el dominio otomano, se nombraron metropolitanos serbios a finales del siglo XIX.

### Rumanía
La jerarquía ortodoxa en el territorio de la actual Rumanía había existido dentro de la jurisdicción eclesiástica del Patriarcado Ecuménico de Constantinopla hasta 1865, cuando las Iglesias de los principados rumanos de Moldavia y Valaquia emprendieron el camino de la independencia eclesiástica nombrando a Nifon Rusailă, metropolitano de Ungro-Valaquia, primer primado rumano. Príncipe Alexandru Ioan Cuza, que en 1863 había llevado a cabo una confiscación de propiedades monásticas ante la dura oposición de la jerarquía griega de Constantinopla, en 1865 impulsó una legislación que proclamaba la total independencia de la Iglesia de los Principados respecto al Patriarcado.
En 1872, las iglesias ortodoxas de los principados, el Metrópolis de Ungro-Wallachia y la Metrópolis de Moldavia, se fusionaron para formar la Iglesia Ortodoxa Rumana.
Tras el reconocimiento internacional de la independencia de los Principado de Rumanía de Moldavia y Valaquia (más tarde Reino de Rumanía) en 1878, después de un largo periodo de negociaciones con el Patriarcado Ecuménico, el Patriarca Joaquín IV concedió el reconocimiento a la Metrópolis autocéfala de Rumanía en 1885.

### Rusia

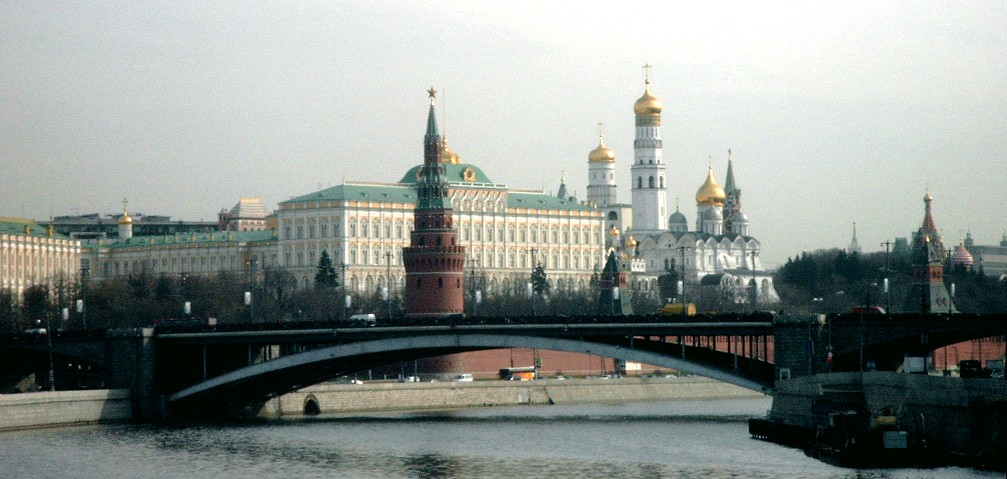
Iglesias del Kremlin de Moscú, vistas desde el Balchug

La Iglesia ortodoxa rusa ocupaba una posición privilegiada en el Imperio ruso, expresada en el lema Ortodoxia, autocracia y populismo, del Imperio ruso tardío. Al mismo tiempo, quedó bajo el control del zar por la reforma eclesiástica de Pedro I en el siglo XVIII. Su órgano de gobierno era el Santísimo Sínodo Gobernante, dirigido por un funcionario (llamado Ober-Procurator) nombrado por el zar.
La Iglesia participó en diversas campañas de rusificación, y fue acusada de participar en pogromos pogromos antijudíos]. [pogromos]]. En el caso del antisemitismo y los pogromos antijudíos, no hay pruebas de la participación directa de la Iglesia, y muchos clérigos ortodoxos rusos, incluidos altos jerarcas, defendieron abiertamente a los judíos perseguidos, al menos desde la segunda mitad del siglo XIX. Además, la Iglesia no tiene una postura oficial sobre el judaísmo como tal.
La Iglesia, al igual que el Estado zarista, fue vista como un enemigo del pueblo por los bolcheviques y otros revolucionarios rusos.

### Georgia
En 1801, el Reino de Kartli-Kajetia (Georgia oriental) fue ocupado y anexionado por el Imperio ruso. El 18 de julio de 1811, el estatuto autocéfalo de la Iglesia georgiana fue abolido por las autoridades rusas, a pesar de la fuerte oposición de Georgia, y la Iglesia georgiana quedó sometida al gobierno sinodal de la Iglesia ortodoxa rusa. A partir de 1817, el obispo metropolitano, o exarca, a cargo de la Iglesia fue un ruso étnico, sin conocimiento de la lengua y la cultura georgianas. La liturgia georgiana fue suprimida y sustituida por el eslavo eclesiástico, se encalaron los antiguos frescos de las paredes de muchas iglesias y se censuró fuertemente la publicación de literatura religiosa en georgiano.

### Chipre
En 1821, con el estallido de la Guerra de Independencia griega, los griegos de Chipre intentaron seguir los pasos de los de Grecia, tal fue la acusación que Küçük Mehmed lanzó contra los obispos y los principales laicos griegos de la isla. Como resultado de esta Arzobispo Kyprianos, los tres obispos de Pafos, Kition y Kyrenia junto con otros destacados eclesiásticos y ciudadanos fueron arrestados. El arzobispo y su archidiácono fueron ahorcados sumariamente, los tres obispos decapitados y los notables despachados por los jenízaros. La Iglesia Ortodoxa chipriota había pagado un terrible castigo por su abuso de poder. Esta fue la peor experiencia entre la Iglesia Ortodoxa de Chipre y la administración otomana, y el comienzo de la separación política.
La compra de Chipre por el Británico en 1878 permitió más libertad en las prácticas religiosas, como el uso de campanas en las iglesias (que estaban prohibidas bajo los otomanos). Algunos linopampakoi aprovecharon el cambio político para convertirse de nuevo al cristianismo.

## Iglesia Ortodoxa Copta

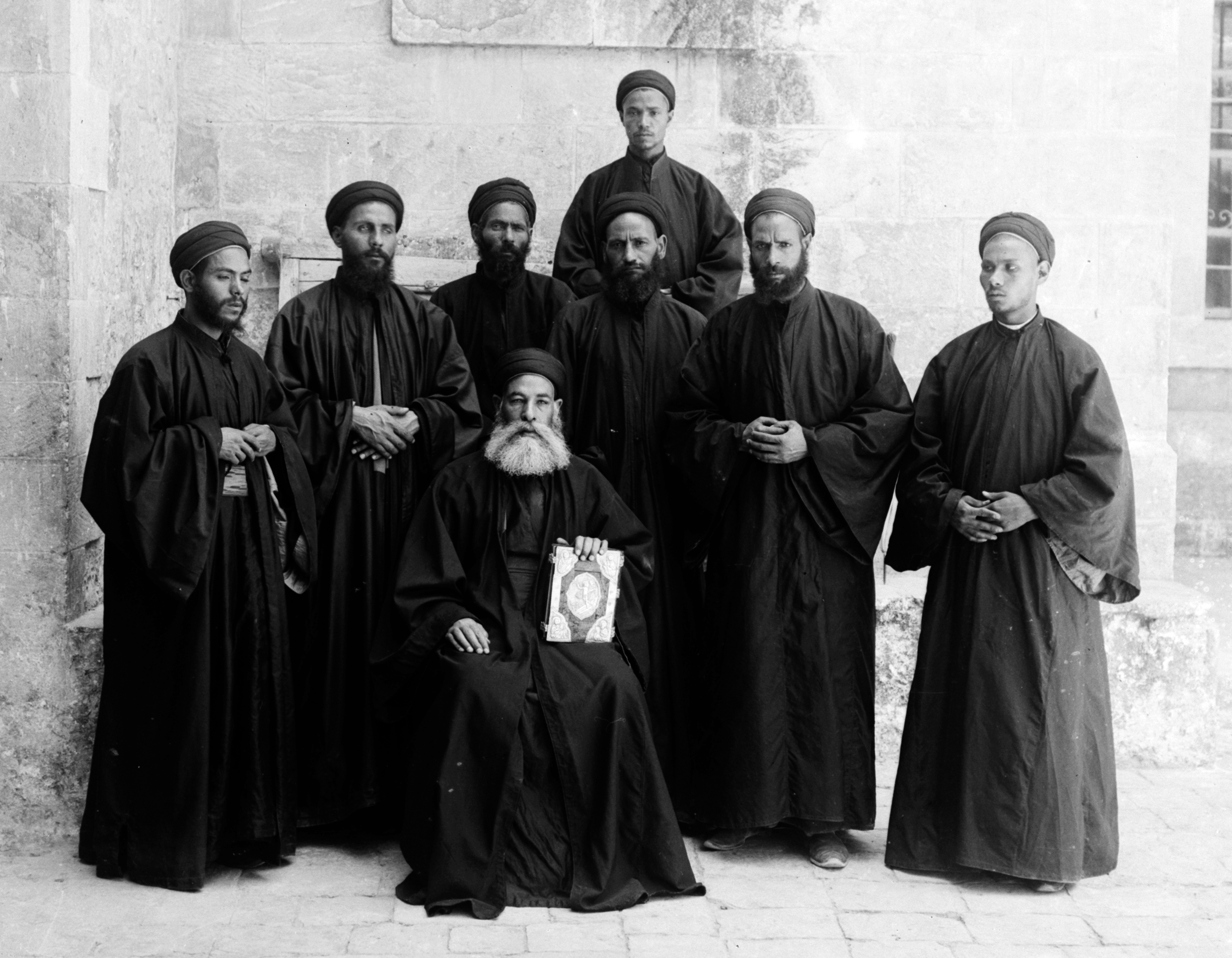
Monjes coptos, entre 1898 y 1914

La posición de los coptos empezó a mejorar a principios del siglo XIX bajo la estabilidad y tolerancia de la Dinastía de Mehmet Alí. La comunidad copta dejó de ser considerada por el Estado como una unidad administrativa. En 1855 el impuesto jizya fue abolido por Sa'id Pasha. Poco después, los coptos empezaron a servir en el ejército egipcio.
Hacia finales del siglo XIX, la Iglesia copta experimentó fases de nuevo desarrollo. En 1853, el Coptic Pope Cyril IV estableció las primeras escuelas coptas modernas, incluida la primera escuela egipcia para niñas. También fundó una imprenta, que fue la segunda prensa nacional del país. El Papa copto estableció relaciones muy amistosas con otras confesiones, hasta el punto de que cuando el Anexo:Patriarcas greco-ortodoxos de Alejandría tuvo que ausentarse del país durante un largo periodo de tiempo, dejó su Iglesia bajo la dirección del Patriarca copto.
El Colegio Teológico de la Escuela de Alejandría se restableció en 1893. Comenzó su nueva historia con cinco estudiantes, uno de los cuales sería más tarde su decano.

## Línea de tiempo
- 1801 - John Theodosius Van Der Kemp se traslada a Graaff Reinet para atender a los Khoikhoi (hotentotes). Anteriormente había ayudado a fundar la Sociedad Misionera Holandesa. En 1798, había ido a Sudáfrica para trabajar como misionero entre el Xhosa.
- 1802 - Henry Martyn oye a Charles Simeon hablar del trabajo de William Carey en la India y decide convertirse él mismo en misionero. Se embarcará para la India en 1805.[67]
- 1803 - La Sociedad Misionera Bautista de Massachusetts vota para publicar una revista misionera. Ahora conocida como The American Baptist, la publicación periódica es la revista religiosa más antigua de Estados Unidos.
- 1804 - Se forma la Sociedad Bíblica Británica y Extranjera;[68] Sociedad Misionera de la Iglesia entra en Sierra Leona[69]
- 1805 - Los primeros misioneros cristianos llegan a Namibia, los hermanos Abraham y Christian Albrecht de la London Missionary Society.[70]
- 1806 - Reunión de oración de Haystack en el Williams College; se funda el Seminario Teológico de Andover como centro de formación misionera; la labor misionera protestante comienza en serio en el sur de África.
- 1807 - El primer misionero protestante en China, Robert Morrison, comienza a trabajar en Guangzhou (antes llamada Cantón)[71]
- 1809 - Se funda la London Society for Promoting Christianity Amongst the Jews (hoy conocida como Ministerio de la Iglesia entre los judíos)[72]
- 1809 - Se organiza la Sociedad Bíblica Nacional de Escocia[68]
- 1810 - Se forma la Junta Americana de Comisionados para las Misiones Extranjeras[73]
- 1811 - Los wesleyanos ingleses entran en Sierra Leona[74]
- 1811 Los Campbell inician el Movimiento de Restauración
- 1812 - El primer misionero extranjero estadounidense, Adoniram Judson, llega a Serampore y pronto va a Birmania[75]
- 1813 - Los metodistas forman la Sociedad Misionera Wesleyana.
- 1814 - Se registra el primer bautismo de un converso protestante de China continental, Cai Gao; se forma la American Baptist Foreign Mission Society;[76] se funda la Netherlands Bible Society;[68] llegan los primeros misioneros a Nueva Zelanda dirigidos por Samuel Marsden.[77]
- 1815 - American Board of Commissioners for Foreign Missions abre el trabajo en Ceilán, actual Sri Lanka a través de la American Ceylon Mission;[78] organiza la Basel Missionary Society; se funda la Richmond African Missionary Society.
- 1815 Pedro el Aleutiano, cristiano ortodoxo torturado y martirizado en la católica San Francisco, California
- 1816 - Robert Moffat llega a África;[79] Sociedad Bíblica Americana fundada[80]
- 1816 El obispo Richard Allen, un antiguo esclavo, funda la Iglesia Metodista Episcopal Africana, la primera denominación afroamericana.
- 1817 - James Thompson, agente de la Sociedad Bíblica Británica y Extranjera, comienza a distribuir Biblias por América Latina[81]
- 1817 Claus Harms publica 95 tesis contra el racionalismo y la Unión Prusiana.
- 1818 - Comienza la labor misionera en Madagascar con la reacia aprobación del rey[82]
- 1819 - John Scudder, médico misionero, se une a la Misión Americana de Ceilán;[83] los metodistas wesleyanos comienzan a trabajar en Madrás, India;[84] Reginald Heber escribe la letra del clásico misionero "Desde las montañas heladas de Groenlandia"[85]
- 1819 Thomas Jefferson produjo la Biblia Jefferson
- 1820 - Hiram Bingham viaja a Hawái (Islas Sándwich)[86]
- 1821 - El misionero baptista afroamericano Lott Carey zarpa con 28 compañeros desde Norfolk, VA a Sierra Leona;[87][164]

### Catholicismo
- Atkin, Nicholas, and Frank Tallett, eds. Priests, Prelates and People: A History of European Catholicism since 1750 (2003)
- Chadwick, Owen. A History of the Popes 1830-1914 (Oxford UP, 1998)
- Chadwick, Owen. The Popes and European Revolution (Oxford UP, 1981)

### Estudios nacionalesy regionales
- Ahlstrom, Sydney E. A Religious History of the American People (1972, 2nd ed. 2004); widely cited standard scholarly history
- Angold, Michael, ed. The Cambridge History of Christianity: Volume 5, Eastern Christianity (2006)
- Callahan, William J. The Catholic Church in Spain, 1875–1998 (2000).
- Gibson, Ralph. A Social History of French Catholicism 1789–1914 (London, 1989)
- González Justo L. and Ondina E. González, Christianity in Latin America: A History (2008)
- Hastings, Adrian. A History of English Christianity 1920–2000 (2001)
- Hope, Nicholas. German and Scandinavian Protestantism 1700–1918 (1999)
- Lannon, Frances. Privilege, Persecution and Prophecy: The Catholic Church in Spain 1875–1975 (1987)
- Lippy, Charles H., ed. Encyclopedia of the American Religious Experience (3 vol. 1988)
- Lynch, John. New Worlds: A Religious History of Latin America (2012)
- McLeod, Hugh, ed. European Religion in the Age of Great Cities 1830–1930 (1995)
- Noll, Mark A. A History of Christianity in the United States and Canada (1992)
- Rosman, Doreen. The Evolution of the English Churches, 1500–2000 (2003) 400pp